# Half-Minute Hero
Half-Minute Hero (勇者30, Yūsha Sanjū) é um jogo eletrônico de RPG em ação e de estratégia em tempo real desenvolvido pela Marvelous Entertainment. Inicialmente lançado para PlayStation Portable em 28 de maio de 2009 no Japão, teve sua versão para Xbox Live Arcade em 29 de maio de 2011.